# Muzej Nadškofije Maribor
Muzej Nadškofije Maribor se nahaja v Dvorcu Betnava in ponuja stalno razstavo verske, socialne in kulturne dediščine mariborske nadškofije. Muzejska zbirka z izvirnimi dokumenti in predmeti iz zakladnice mariborske nadškofije prikazuje bogato kulturno dediščino in skoraj 800 let trajajočo zgodovino Lavantinske škofije oziroma danes imenovane Nadškofija Maribor. Ogled muzeja je priporočljiv predvsem zaradi spoznavanja pomembnega dela slovenske zgodovine. Muzej nam nudi stalno zbirko verske, socialne in kulturne dediščine Mariborske Nadškofije (srednjeveški rokopisni kodeksi iz nekdanje škofijske knjižnice, originalne pergamentne listine in papeške bule ter predmeti iz osebnih zapuščin škofov).

## VIRI
- Maribor-pohorje.si/dvorec-betnava---muzej-nadskofije-maribor Arhivirano 2011-12-27 na Wayback Machine.
- betnava.org[mrtva povezava]